# Clairegoutte
Clairegoutte is een gemeente in het Franse departement Haute-Saône (regio Bourgogne-Franche-Comté) en telt 403 inwoners (2011). De plaats maakt deel uit van het arrondissement Lure.

## Geografie
De oppervlakte van Clairegoutte bedraagt 10,4 km², de bevolkingsdichtheid is 38,8 inwoners per km².
De onderstaande kaart toont de ligging van Clairegoutte met de belangrijkste infrastructuur en aangrenzende gemeenten.

## Demografie
Onderstaande figuur toont het verloop van het inwonertal (bron: INSEE-tellingen).